# Heilig Kreuz (Wettlkam)

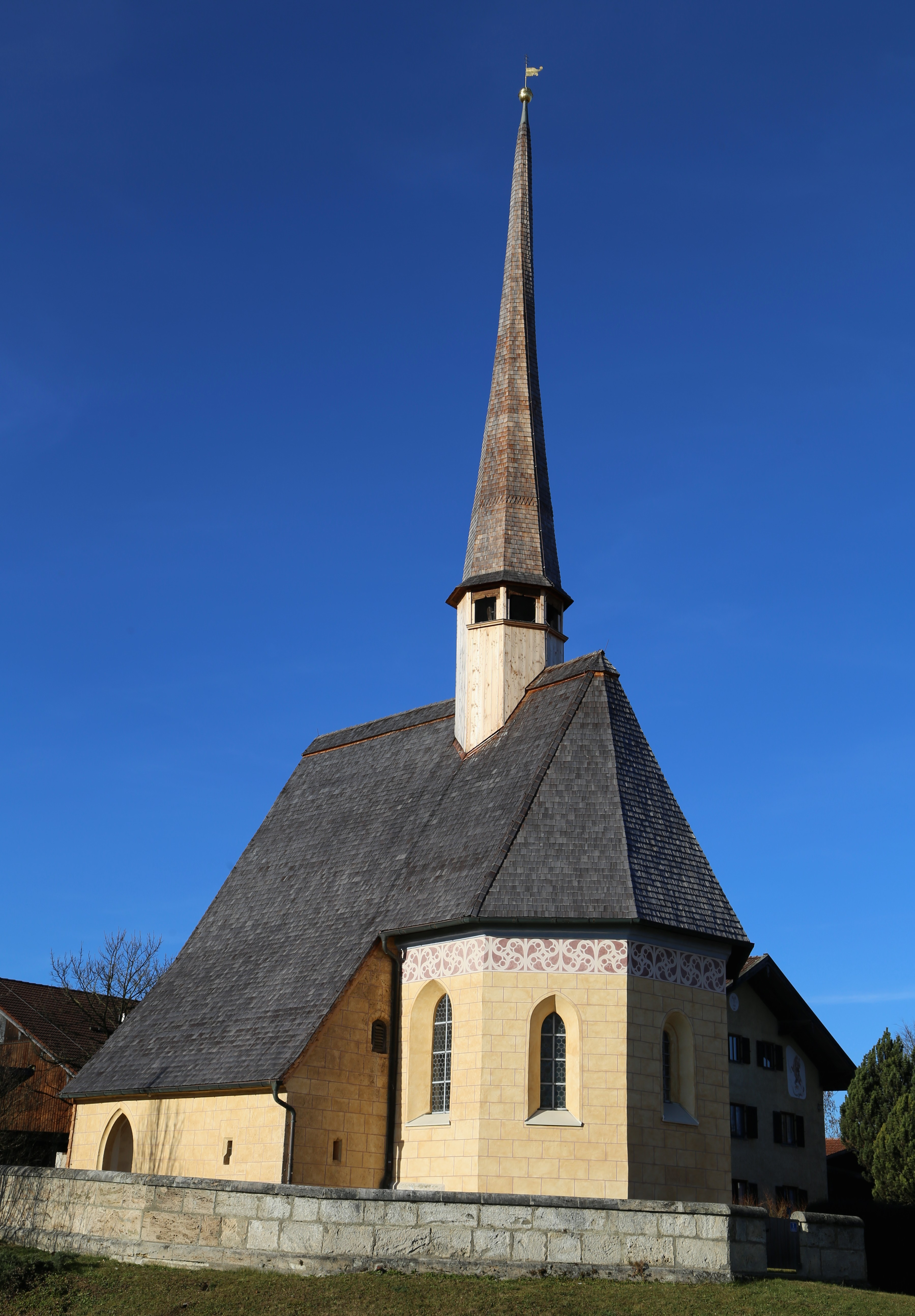
Heilig Kreuz in Wettlkam

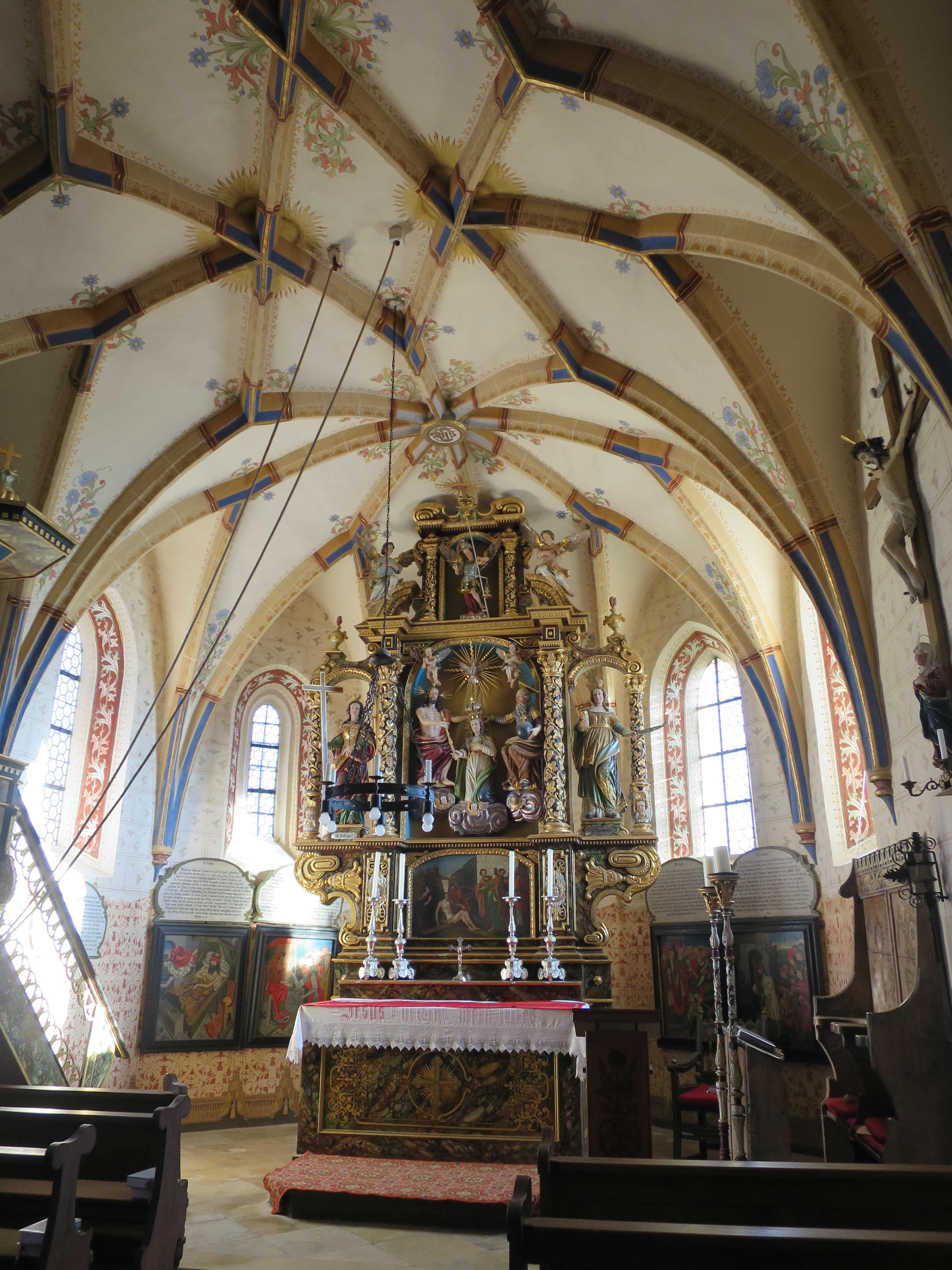
Hochaltar

Die römisch-katholische Filialkirche Heilig Kreuz steht in Wettlkam, einem Gemeindeteil von Otterfing im oberbayerischen Landkreis Miesbach. Sie ist in der Liste der Baudenkmäler in Otterfing unter der Nummer D-1-82-127-21 eingetragen. Die Kirche gehört zum Dekanat Miesbach im Erzbistum München und Freising.

## Beschreibung
Die spätgotische Saalkirche wurde am Anfang des 16. Jahrhunderts anstelle einer Vorgängerkirche errichtet. Sie besteht aus dem Langhaus und dem dreiseitig geschlossenen Chor im Osten. Unter dem Schleppdach des Langhauses wurden östlich die Sakristei und westlich ein Vorbau angebaut. Auf dem Satteldach des Langhauses erhebt sich ein sechseckiger Dachreiter mit einem spitzen Helm.
Der 1682 gebaute Hochaltar wird von den Skulpturen der heiligen Helena und der Barbara von Nikomedien flankiert. Im Altarretabel ist die Krönung Mariens dargestellt. Die Kanzel aus dem 17. Jahrhundert wurde später überarbeitet. Im Chor befinden sich vier Tafelbilder, die Jan Polack zugeschrieben werden.